# Mutterbach (Main)
Der Mutterbach ist ein orographisch linker Zufluss des Mains in Unterfranken. Er wird im Verzeichnis der Bach- und Flussgebiete in Bayern offiziell als Breitenbach geführt. In Hessen wird er als Steinbach bezeichnet; er war namensgebend für die kurzlebige Gemeinde Steinbachtal. Der mittlere Abfluss liegt bei 120 Litern pro Sekunde. Bei seltenen Hochwasserereignissen ist mit Abflüssen von 20 Kubikmetern pro Sekunde zu rechnen.

## Geographie

### Verlauf
Der Mutterbach entspringt westlich von Haingrund im Odenwald, verläuft in Richtung Nordosten durch Seckmauern und mündet nördlich von Wörth am Main in den Main.
Er hat eine Gesamtlänge von 7,7 km, wobei sich 5,9 km in Hessen und 1,8 km in Bayern befinden. Damit liegen 14,1 km² des insgesamt 18 km² großen Einzugsgebietes des Baches in Hessen.

### Zuflüsse
- Hangengraben [GKZ 2473832] (links), 1,0 km

## Umwelt (Fauna)
In der Fischbestandserhebung 2012 des Hessischen Landesamts für Umwelt und Geologie wurden vom Institut für angewandte Ökologie auf einem Abschnitt des Mutterbachs von 300 m Länge 65 Bachforellen und 2 Regenbogenforellen nachgewiesen.

## Geschichte
Im Hoch- und Spätmittelalter wurde das Gewässer Erle(n)bach genannt. Am Unterlauf des Mutterbachs (Breitenbach) sind drei Mühlen belegt. Die älteste der drei Mühlen (mittlere Mühle oder Ziegelmühle) bestand nachweislich ab 1407. Sie gehörte zur Cent Lützelbach und wurde als Bannmühle für Wörth, Seckmauern, Haingrund und Trennfurt betrieben, d. h. die Bewohner dieser Orte waren verpflichtet, ihr Brotgetreide dort mahlen zu lassen. Das Bannrecht wurde zu Beginn des 19. Jahrhunderts offiziell aufgehoben.